# Dustin Rhodes
Dustin Patrick Runnels (Austin, Texas; 11 de abril de 1969) es un luchador profesional estadounidense, conocido por sus múltiples ocupaciones con la WWE desde 1995 hasta 2019 como el personaje enigmático, extravagante y sexualmente ambiguo Goldust. Actualmente trabaja para All Elite Wrestling bajo el nombre de Dustin Rhodes.
Entre sus logros ha conseguido el Campeonato Intercontinental 3 veces, el Campeonato Hardcore 9 veces y el título Campeonato en Parejas de la WWE 3 veces, una con Booker T, y dos con su hermano Cody Rhodes, la última bajo el gimmick de Stardust. Además, en la WCW logró el Campeonato de los Estados Unidos de la WCW y el Campeonato en Parejas de la WCW una ocasión con Barry Windham y la otra con Ricky Steamboat. También trabajó en la World Championship Wrestling (WCW) como Dustin Rhodes y Seven y en la Total Nonstop Action Wrestling (TNA) como Black Reign. Dustin es hijo del fallecido exluchador "The American Dream" Dusty Rhodes y hermano de Cody Rhodes.

## Carrera

### National Wrestling Alliance (1988-1989)
Rhodes recibió su primera oportunidad en la National Wrestling Alliance en diciembre de 1988, donde luchó como Dustin Rhodes y formó un equipo con Kendall Windham con el nombre de Broncos de Texas. Rhodes posteriormente formó un equipo con Jaison Royers, con el dúo ganador del FCW Tag Team Championship.

### World Wrestling Federation (1990-1991)
Dustin debutó como face en la World Wrestling Federation en finales de 1990. En diciembre de 1990,  Rhodes derrotó a Ted DiBiase en un desafío de 10 minutos televisado. El 19 de enero de 1991 en el Royal Rumble, Rhodes y su padre Dusty perdieron contra Ted DiBiase y Virgil en un tag team match, y dejó la empresa inmediatamente después.

### World Wrestling Federation (1995-1999)

#### 1995-1997

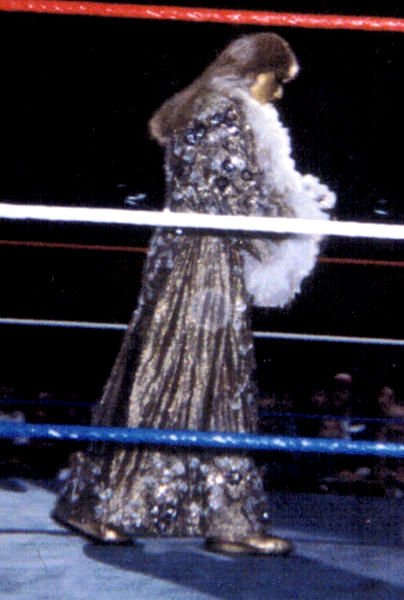
Goldust en la WWF, en 1995

En septiembre de 1995, Rhodes volvió a la World Wrestling Federation, siendo presentado bajo el nombre de Goldust y protagonizando el gimmick de un excéntrico sujeto obsesionado con el cine y el oro y con aspecto similar a las estatuillas Óscar. Entrando con atuendo negro y dorado, con un ornamentado abrigo y maquillaje del mismo color, así como una peluca rubio platino, Goldust usaba tácticas psicológicas contra sus oponentes antes de los combates, con ademanes sexualmente sugerentes y extrañas burlas, intentando encontrar el punto débil de sus oponentes. Bajo este personaje debutó en Great White North, donde derrotó a Marty Jannetty, tras haber protagonizado vídeos en Monday Night Raw que anunciaban su debut. Posteriormente, tuvo apariciones en Survivor Series derrotando a Bam Bam Bigelow y en Season's Beatings a Mike Droese.
Más tarde comenzó un feudo contra Razor Ramon, ganando Rhodes en un combate en Royal Rumble por el Campeonato Intercontinental de la WWE después de una intervención de 1-2-3 Kid. En el mismo evento debutó una valet al servicio de Goldust llamada Marlena, por entonces esposa real de Rhodes. Durante los combates, Marlena permanecía sentada en una silla de director de cine junto al ring, fumando un cigarro mientras aconsejaba a Goldust o interviniendo en la lucha. Más tarde, Rhodes tuvo una aparición en In Your House 6: Rage in the Cage defendiendo su título contra Undertaker, conservándolo a pesar de perder por cuenta fuera. Finalmente perdió el título en Raw en un combate contra Savio Vega. Participó en WrestleMania XII, donde luchó contra Roddy Piper en un confuso combate que acabó sin ganador. Días más tarde, y de nuevo en Raw, recuperó el Campeonato Intercontinental, defendiéndolo contra Ultimate Warrior en In Your House 7: Good Friends, Better Enemies al perder el combate por cuenta fuera. En las dos ediciones de In Your House 8:Beware of Dog, Rhodes defendió con éxito el título contra Undertaker en sendos Casket matches gracias a la ayuda de Steve Austin, Vader, Justin Bradshaw y Isaac Yankem en la primera edición y de Mankind en la segunda. Finamente, en King of the Ring, Goldust perdió el Campeonato Intercontinental contra Ahmed Johnson, sin pasar de la primera ronda del torneo. Su siguiente aparición sería en In Your House 9: International Incident, enfrentándose de nuevo a Undertaker en una revancha de Beware of Dog; en el combate, Rhodes fue descalificado después de que Mankind irrumpiese a atacar a Undertaker. También luchó en SummerSlam, derrotando a Marc Mero, y en In Your House 10: Mind Games, donde perdió de nuevo ante Undertaker. Posteriormente, entró en otro feudo con Marc Mero cuando Marlena y Goldust intentaron convencer a Sable, la valet de Mero, de que se uniese a ellos. Finalmente, Mero derrotaría a Rhodes en In Your House 11: Buried Alive en una lucha por el Campeonato Intercontinental. Más tarde apareció en Survivor Series como parte del equipo de Crush, eliminando a The Stalker y siendo eliminado el último de su equipo. Tras ello, tuvo una breve aparición en In Your House 12: It's Time perdiendo contra Steve Austin.

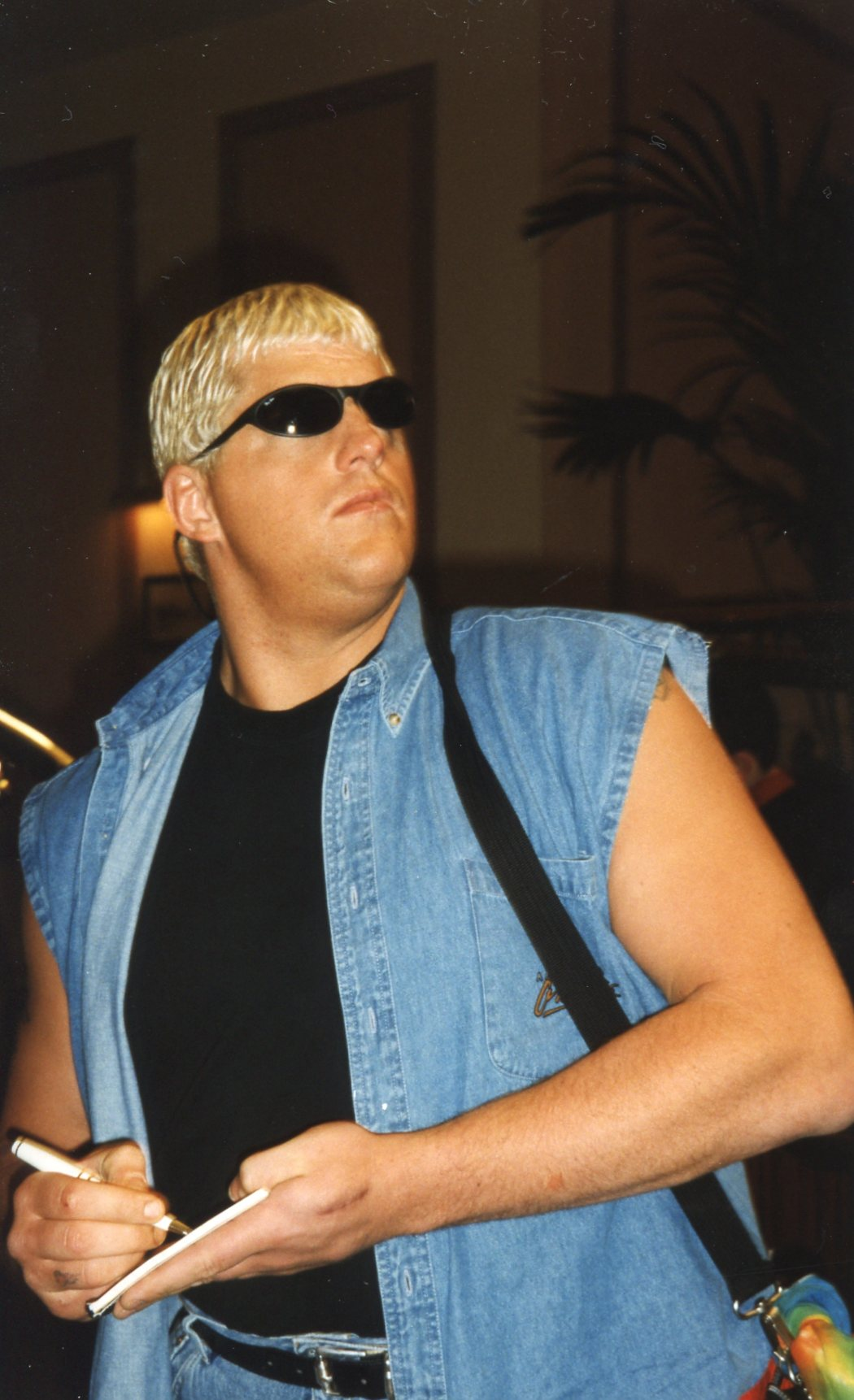
Rhodes firmando autógrafos en Mánchester.

Comenzado 1997, Rhodes se enfrentó a Hunter Hearst Helmsley en Royal Rumble para recuperar el Campeonato Intercontinental, pero fue derrotado; también participó en la Battle Royal, entrando el decimocuarto y siendo eliminado por Owen Hart. Su siguiente aparición fue en WrestleMania 13, donde nuevamente fue derrotado por Hunter Hearst Helmsley. Entonces, Goldust se reveló como Dustin Runnels, el hijo de Dusty Rhodes, y se unió a varios luchadores enfrentados con The Hart Foundation a lo largo de gran parte del año. Tras ser eliminado de King of the Ring por Jerry Lawler, apareció en Canadian Stampede en el equipo de Steve Austin contra The Hart Foundation, siendo derrotados. En SummerSlam, Goldust derrotó a Brian Pillman, pero fue derrotado por este en Ground Zero: In Your House, lo que ocasionó que Rhodes perdiese los servicios de Marlena durante 30 días. Poco antes de que el límite expirase, Pillman murió de un ataque cardíaco; tras la muerte, Goldust se separó definitivamente de Marlena. Más tarde, en Survivor Series, Goldust participó en el Team USA, siendo eliminado cuando comenzó a luchar fuera del ring con su compañero de equipo Vader, ocasionando un feudo entre ambos y la derrota del grupo.

#### 1998-1999
Goldust volvió en 1998 con un nuevo atuendo y personalidad, alargando su nombre a The Artist Formerly Known As Goldust, como una parodia de Prince, y presentando a su nueva valet Luna Vachon; durante ese tiempo, comenzaron a parodiar a luchadores y celebridades con disfraces como "Chynadust", "Dust Lovedust", "Dustydust", "Hunterdust", "Flashdust", "Marilyn Mansondust", "Sabledust" y "Vaderdust". Continuando el feudo con Vader, Rhodes fue derrotado en Royal Rumble por culpa de Vachon, aunque se vengó la misma noche eliminando a Vader de la Battle Royal, que fue ganada por Steve Austin. Posteriormente, en No Way Out, Goldust hizo equipo con Marc Mero contra The Headbangers, perdiendo contra ellos. Entonces Luna y Goldust comenzaron un feudo con Mero y Sable, perdiendo Rhodes y su valet en WrestleMania XIV. En el siguiente evento, Mayhem in Manchester, Goldust derrotó a Cactus Jack con ayuda de Luna. Luego, en WWE Unforgiven, Luna Vachon derrotó a Sable en un Evening Gown Match para finalizar la rivalidad. Sin embargo, en mayo Rhodes apareció renunciando a su gimmick de Goldust quemando su traje, despidiendo a Vachon y comenzando a luchar bajo su propio nombre, Dustin Rhodes. Bajo su nueva personalidad comenzó un feudo con Val Venis, ya que Venis mostró su nueva película pornográfica, The Preacher's Wife, en la que aparecía él con la esposa de Dustin, Terri Runnels, que mantenía una relación con Venis (kayfabe). Venis y Runnels se enfrentaron en Breakdown, donde Venis salió victorioso. Sin embargo, Runnels comenzó a declararse "renacido" y que "Él" retornaría en poco tiempo, lo que se reveló como el retorno de Goldust. Habiéndose anunciado un combate entre ellos en Judgment Day: In Your House, Goldust se burló de venis enviándole un suspensorio dorado y anunciando su venganza. Durante el combate, Terri intentó intervenir, pero accidentalmente provocó la derrota de Venis al distraer al árbitro y permitiendo a Goldust aplicar su nueva técnica, el "Shattered Dreams". Más tarde, Goldust participó en Survivor Series, siendo eliminado por Ken Shamrock. En el siguiente evento, Capital Carnage, Val Venis se vengó de Goldust derrotándole con un roll-up.
Su siguiente feudo fue contra Jeff Jarrett, con el que pactó que si Goldust ganaba el combate entre ellos en In Your House 26: Rock Bottom, la valet de Jarrett, Debra, debería desnudarse, haciendo Goldust lo mismo si perdía; Rhodes ganó el combate, pero Blue Blazer impedía que Debra se desnudase. Tras eso, Goldust participó en Royal Rumble, siendo eliminado por Kane. Más tarde Goldust entró en otro feudo con Al Snow cuando robó la cabeza de maniquí de Snow, "Head". Siguiendo las órdenes de Snow, The Blue Meanie comenzó a parodiar a Goldust como "Bluedust", lo que ocasionó un combate entre ellos en St. Valentine's Day Massacre en el que Goldust ganó. Tras ello, Meanie se convirtió en el aprendiz de Goldust, convirtiéndose en su mánager y compitiendo con la entonces valet de Rhodes, Ryan Shamrock, por la atención de Goldust. Intentado recuperar el Campeonato Intercontinental de la WWF, Goldust compitió en WrestleMania XV en una Battle Royal que fue ganada por Road Dogg; sin embargo, al día siguiente Goldust ganó el título contra él, perdiéndolo una semana más tarde contra The Godfather. Rhodes intentó, sin éxito, recuperarlo en Backlash. Tras un tiempo, comenzaron a emitirse varios vídeos de cámara oculta llamados GDTV ("Goldust Television") en los que aparecían otros luchadores en su vida privada; se planeó que Goldust fuese revelado como el director de estos vídeos, pero fueron renombrados GTV después de que Runnels pidiese ser liberado de su contrato. Ese mismo año, Rhodes se divorció de Terri Runnels.

### World Championship Wrestling (1999–2001)
Rhodes volvió a la WCW en 1999, apareciendo en varios vídeos como un extraño personaje vestido de cuero y con maquillaje blanco llamado Seven. Usualmente, los vídeos consistían en una escena en la que Seven aparecía asomado a la ventana del dormitorio de un niño; esto provocó que se descartase el gimmick de Rhodes, ya que podía malinterpretarse como un secuestrador de niños. Tras eso, Rhodes apareció sin disfraz y bajo su verdadero nombre, burlándose de los gimmicks irreales como su antiguo personaje Goldust.
Rhodes comenzó a luchar apodado "The American Nightmare", una referencia al mote de su padre, "The American Dream". Entró en un feudo con Jeff Jarrett y Terry Funk antes de ser suspendido en 2000 debido a una aparición en la página web WCW Live! en la que criticaba al guionista de la WCW, Vince Russo, insultándole duramente. Tras eso, Rhodes volvió en febrero de 2001, ayudando a su padre, Dusty Rhodes, en su feudo con Jarrett y Ric Flair.
En marzo de 2001, la WCW fue adquirida por World Wrestling Federation, con el contrato de Rhodes siendo rechazado. En julio de 2001, Rhodes comenzó a luchar para la empresa de su padre, Turnbuckle Championship Wrestling, ganando el Campeonato de los Pesos Pesados.

### World Wrestling Federation / Entertainment (2002-2003)

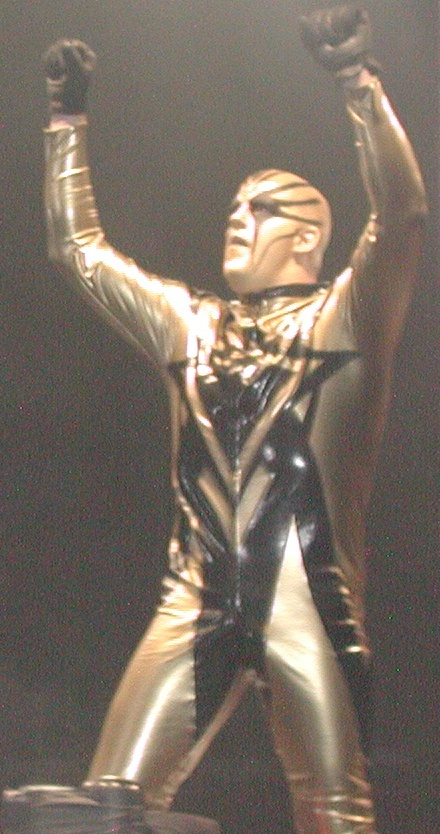
Goldust en 2002.

Rhodes volvió a la WWF el 20 de enero de 2002, apareciendo en Royal Rumble como Goldust, entrando el segundo y siendo eliminado por Undertaker. Tras un tiempo, entró en un feudo con Rob Van Dam, el cual lo derrotó en No Way Out. Días más tarde, derrotó a Maven para ganar el Campeonato Hardcore, aunque lo perdió contra él en poco tiempo. En WrestleMania X8, Goldust intentó recuperarlo, pero no lo consiguió. En abril, Goldust recuperó el título de manos de William Regal, aunque poco después Regal lo retomaría para volver a perderlo ante Rhodes. Feudos similares ocurrieron con Spike Dudley y Bubba Ray Dudley, haciendo un total de 9 las veces en las que Goldust tuvo el campeonato.
El 5 de mayo de 2002, la WWF fue renombrada World Wrestling Entertainment, dividiéndose su plantel en dos marcas llamadas RAW y SmackDown!, siendo Goldust enviado a RAW. En Insurrextion, Rhodes fue derrotado por Mr. Perfect en un dark match. Más tarde, Goldust donde formó parte de nWo brevemente antes de rechazar su puesto, advirtiendo a Booker T de la poca fiabilidad de sus miembros. Tal y como Goldust dijo, Booker fue traicionado y expulsado. Tras ello, Booker y Goldust formaron equipo, enfrentándose en SummerSlam a The Un-Americans por los Campeonatos Mundiales en Parejas, perdiendo por una intervención externa. Luego, en Unforgiven Goldust, Booker, Kane y Bubba Ray Dudley derrotaron a The Un-Americans. Continuando con sus intentos de conseguir los Campeonatos en Parejas, Rhodes y Booker se enfrentaron en No Mercy a los campeones Christian & Chris Jericho, perdiendo. Esta y otras derrotas originaron que Goldust perdiese su confianza en sí mismo y pidiese ser sustituido en el equipo con Booker T, pero Booker se negó y convenció a Goldust para intentar una vez más conseguir los Campeonatos en Parejas en Armageddon, donde finalmente lo consiguieron y ganaron los títulos. Poco más tarde, Rhodes se casó con su antigua novia Milena.
Ya en 2003, Booker y Goldust perdieron los títulos ante William Regal & Lance Storm, tras lo cual siguieron formando equipo. En la edición del 3 de febrero de 2003, Goldust fue atacado por Randy Orton & Batista, siendo electrocutado contra un alternador. Esto le produjo un (kayfabe) daño neuronal que le hacía comportarse raro en las entrevistas. Tras ello, Goldust y Booker T disolvieron el equipo amistosamente, y poco más tarde Rhodes fue liberado de su contrato en diciembre.

### Total Nonstop Action Wrestling (2004–2005)
El 4 de febrero de 2004, Rhodes debutó en Total Nonstop Action Wrestling bajo su verdadero nombre, siendo apodado "The Lone Star"; intentó conseguir el Campeonato Mundial de los Pesos Pesados de Jeff Jarrett, pero no lo consiguió. El 18 de febrero, Runnels & El León derrotaron a Kevin Northcutt & Legend, siendo su última aparición.
Después de apariciones en HUSTLE y otras empresas, Rhodes volvió a TNA, entrando en feudos con Raven, Kid Kash y Bobby Roode durante ese tiempo. En 2005, Rhodes dejó TNA.

### World Wrestling Entertainment (2005–2006)
Rhodes volvió a la WWE el 31 de octubre como Goldust, siendo él y Vader llamados por Jonathan Coachman para atacar a Batista. Goldust & Vader interfirieron infructuosamente en el combate entre Batista y Coachman en Taboo Tuesday. Tras ello, Goldust no volvió a aparecer.
En enero de 2006, Goldust participó en Royal Rumble, siendo asignado a la marca RAW hasta que fue liberado de su contrato el 14 de junio.

### All Japan Pro Wrestling (2007)
El 28 de junio de 2007, se anunció que Runnels aparecería en el show del 17 de febrero de All Japan Pro Wrestling en el Ryōgoku Kokugikan en Tokio. El 15 de febrero, Runnels, identificado como Gold Dustin, apareció en ringside durante una lucha involucrando The Great Muta, resultando en una pelea entre Rhodes y Muta. El 17 de febrero, Gold Dustin y Jinsei Shinzaki fueron derrotados por The Great Muta y Yoshihiro Tajiri en un tag team match.

### Total Nonstop Action Wrestling (2007-2008)
El 15 de julio de 2007, Runnels regreso a Total Nonstop Action Wrestling en Victory Road aliándose con Christian Cage ayudándolo a derrotar a "Wildcat" Chris Harris. En una entrevista en TNA Impact! conducida por Mike Tenay, Runnels discutió acusaciones de tener doble personalidad y estableció que iba a aceptarlo y dejarlo salir. TNA presentó la entrevista como el comienzo de un colapso emocional de Rhodes.
El 12 de agosto en Hard Justice, Runnels debutó bajo su nuevo nombre, Black Reign, y con un "nuevo, oscuro y bizarro estilo". En Hard Justice, Harris derrotó a Black Reign por descalificación cuando Reign atacó a varios referís. La semana siguiente, el gimmick fue profundizado, diciendo que Rhodes cambiaba constantemente entre Rhodes y Reign. Luego estuvo en Bound for Glory en una Monster's Ball match contra Rhino, Abyss, y Raven, perdiendo. Reign desafió a Abyss a una "Shop of Horrors" match en Génesis y perdió; luego de la lucha, el nuevo compañero de Reign, Rellik (que es "Killer" (asesino) dicho al revés) marco su debut atacando a Abyss. En Turning Point, Abyss y Raven derrotaron a Black Reign y Rellik en una lucha de 10,000 tachuelas. Originalmente, la lucha iba a ser Abyss y Rhino contra Rellik y Black Reign pero, por una lesión, Rhino fue reemplazado por Raven para la lucha.
En Impact!, el ayudó a Rellik a atacar a Kaz. En la misma noche, apareció en una entrevista, como Dustin Rhodes, sin su maquillaje de Black Reign y estableció que su "alter-ego" lo estaba asustando desde pequeño. Su entrevista fu interrumpida por un furios Kaz. Reign y su compañero Rellik entraron en un feudo con Eric Young y su nuevo personaje de superhéroe Super Eric. Después de tres meses de no aparecer en televisión, su perfil de Black Reign fue removido de la página del roster de TNA y fue removido de su contrato con la misma.

### World Wrestling Entertainment / WWE (2008-2012)

#### 2008-2009

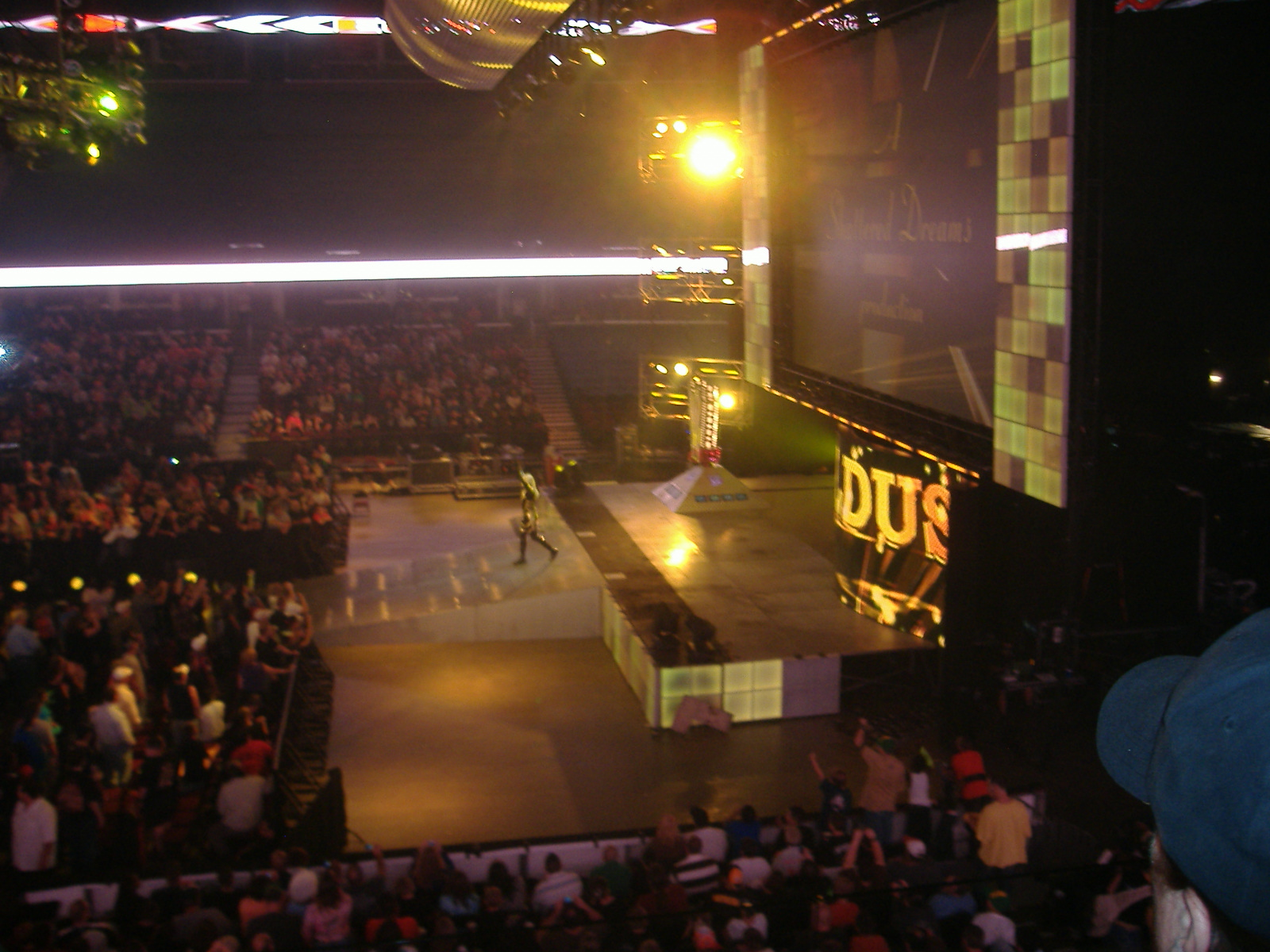
Goldust haciendo su entrada en septiembre de 2009.

El 26 de octubre de 2008, Rhodes hizo su regreso a la WWE como face en el evento Cyber Sunday bajo su personaje de Goldust y como parte de las tres opciones (las otras dos eran Roddy Piper y The Honky Tonk Man) que los fanes podían elegir como oponente de Santino Marella por el Campeonato Intercontinental de la WWE. Después de Honky Tonk Man fuera elegido y se llevara la victoria por descalificación, Goldust y Piper entraron al ring y los tres candidatos lucharon contra Marella, celebrando después juntos en el ring. La noche siguiente en Raw, Goldust apareció de nuevo junto con Piper y Honky Tonk Man como comentaristas invitados durante la lucha de Marella contra Charlie Haas. El combate terminó después de que Goldust y Piper distrajeron a Marella para que Honky Tonk Man pudiera romper su guitarra sobre la cabeza de Marella.[23]
En la celebración del episodio #800 de Raw el 3 de noviembre, Goldust apareció para bailar con su padre Dusty Rhodes, Lilian García y varios luchadores más. Tras eso, un Goldust notablemente más delgado y rápido finalmente hizo su regreso luchistico como parte del elenco de Raw el 24 de noviembre, derrotando a Santino Marella. En Royal Rumble, Goldust participó en el Royal Rumble Match, pero fue eliminado por su hermano de la vida real, Cody Rhodes. En WrestleMania XXV, Goldust fungió como leñador en el Titles Unification Lumberjack Match entre Carlito & Primo contra The Miz & John Morrison.
En el episodio del 25 de mayo de 2009 de Raw, Goldust se unió con Hornswoggle en una lucha por equipos, en donde derrotaron a Festus & The Brian Kendrick. Desde entonces, Goldust comenzó a hacer equipo con Hornswoggle en varias ocasiones, principalmente para enfrentarse a Kendrick en shows como Raw y Superstars.
El equipo de Goldust y Hornswoggle llegó a su fin el 29 de junio, cuando Goldust fue traspasado a la marca ECW. Hizo su debut en dicha marca el 14 de julio, siendo derrtado por Zack Ryder. Durantes las siguientes semanas, Goldust inició un feudo con el debutante Sheamus, a quien logró derrotar en un episodio de Superstars, siendo esta la primera victoria individual de Goldust después de varios meses. En el episodio del 1 de septiembre de ECW, su feudo con Sheamus llegó a su fin después de ser derrotado por este en un No Disqualification Match.
En el episodio del 15 de septiembre de ECW, Goldust participó en un Battle Royal para definir al retador #1 por el Campeonato de la ECW, pero fue el séptimo eliminado por el ganador, Zack Ryder. El 29 de septiembre en ECW, Goldust obtuvo su primera victoria en la marca en un 8-Man Tag Team Match después de que su compañero Yoshi Tatsu cubriera a William Regal para llevarse el triunfo. En el episodio del 10 de noviembre en ECW, Goldust logró ganar por primera vez una lucha individual en la marca después de derrotar a Paul Burchill. El 22 de diciembre en ECW, Goldust participó en el "ECW Homecoming" para determinar al nuevo contendiente por el Campeonato de la ECW de Christian, pero fue derrotado por Vance Archer.

#### 2010
A inicios de enero, Goldust se unió con Yoshi Tatsu y juntos iniciaron un feudo con los debutantes Trent Barreta y Caylen Croft. Ambos equipos lucharon en varias luchas individuales y por equipo, hasta que el feudo terminó el 9 de febrero en ECW, en donde Goldust & Tatsu derrotaron s Barreta & Croft para ganar una oportunidad por los Campeonatos Unificados en Parejas de la WWE, pero fueron derrotados por los campeones The Miz & Big Show la siguiente semana en el último episodio de ECW. El equipo de Goldust y Tatsu llegó a su fin cuando Tatsu fue traspasado a la marca Raw debido a la cancelación de la marca ECW.
El 3 de marzo, Goldust fue traspasado a la marca SmackDown. Hizo su debut como luchador de dicha marca el 4 de marzo en Superstars, siendo derrotado por Chris Jericho. La semana siguiente en Superstars, Goldust obtuvo su primera victoria como miembro del elenco de SmackDown tras derrotar a Mike Knox después de aplicarle su movimiento final, Final Cut, el cual también utilizó para derrotar a William Regal semanas después. En el Dark Match de WrestleMania XXVI, Goldust participó en un 24-Man Battle Royal, pero no logró llevarse el triunfo tras ser su antiguo compañero Yoshi Tatsu el ganador.
Debido al Draft Suplementario, Goldust fue traspasado a la marca Raw. En el episodio del 3 de mayo en Raw, hizo su re-debut en la marca en un segmento de backstage con el anfitrión invitado de esa semana, Wayne Brady. A finales de septiembre, un misterioso acosador comenzó a enviarle mensajes a Maryse y Ted DiBiase, haciéndole creer a este último y a los fanes que iban dirigidos hacia Maryse. En el episodio del 4 de octubre en Raw, Goldust fue revelado como el acosador misterioso, pero los mensajes no iban dirigidos hacia Maryse, sino para el Campeonato de Millón de Dólares de DiBiase.

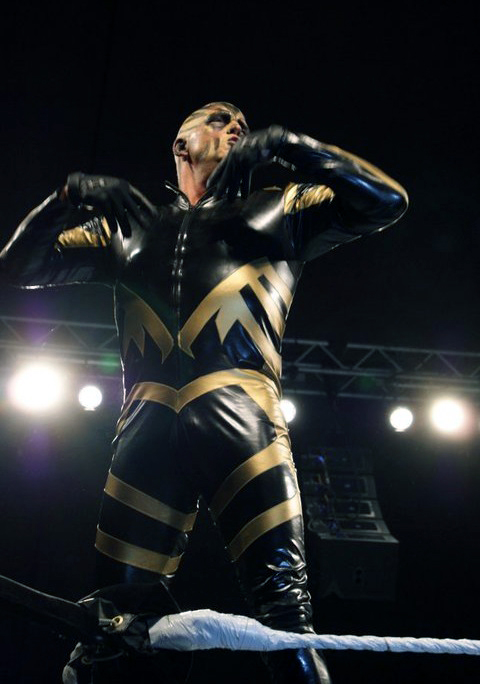
Goldust haciendo su entrada durante un evento en vivo en 2010.

Durante ese tiempo, el 31 de agosto en la final de la segunda temporada de NXT, se anunció que Goldust participaría en la tercera temporada de dicha marca como el mentor de Aksana. El 12 de octubre en NXT, Goldust le propuso a Aksana que se enfrentara a la deportación de su país, para que ella pudiera quedarse en América. El 18 de octubre en Raw, Ted DiBiase intentó reclamar su Campeonato de Millón de Dólares después de atacar a Goldust luego de su lucha contra Zack Ryder, pero no tuvo éxito en recuperar el título. En Bragging Rights, Goldust fue derrotado por DiBiase, pero Goldust se quedó con el campeonato después de que Aksana distrajera el tiempo suficiente a DiBiase para que Goldust le aplicara su movimiento final. En el episodio del 2 de noviembre en NXT, Goldust contrajo matrimonio con Aksana, en donde contó con la asistencia de su padre Dusty Rhodes y su hermano Cody Rhodes. Inmediatamente después, Aksana atacó a Goldust y dijo que sólo se había casado con él para quedarse en el país. El 8 de noviembre en Raw, Aksana le robó el Campeonato de Millón de Dólares a Goldust durante su combate contra DiBiase. La semana siguiente en Raw, Goldust logró recuperar el título después de quitárselo a Aksana, para devolvérselo al padre de DiBiase, Ted DiBiase. Finalmente el 23 de noviembre en NXT, Goldust le pidió el divorcio a Aksana.
El 7 de diciembre, se informó que Runnels había sufrido una lesión en uno de sus hombros. Debido a eso, se sometió a una cirugía el 10 de diciembre, y como resultado, se esperó que estuviera fuera de acción de cinco a seis meses.

#### 2011-2012
El 11 de abril de 2011 en Raw, Goldust fue visto (sin maquillaje) abrazando a Edge después de su discurso de jubilación. El 11 de julio, Runnels fue nombrado productor de la marca Raw. En el episodio especial de Navidad del 29 de noviembre de SmackDown, Goldust hizo su sorpresivo regreso en un segmento de backstage con su padre Dusty Rhodes. En el episodio especial de los Slammy Awards del 12 de diciembre en Raw, apareció para anunciar al ganador del premio "A-Lister del Año" junto con Vickie Guerrero. El 30 de diciembre en SmackDown, Runnels apareció con traje y sin maquillaje para defender a Booker T de los insultos de su medio hermano Cody Rhodes.
En el episodio el 9 de abril de 2012 de Raw, Goldust apareció junto con varias superestrellas y oficiales de seguridad para detener el altercado entre John Cena y Brock Lesnar. El 6 de mayo, la WWE notificó la salida de Runnels de la compañía.

### Circuito independiente (2012-2013)
Hizo su regreso a la lucha libre profesional el 11 de abril de 2012 en Port St. Lucie, Florida para el evento "WrestleFest" de la Championship Wrestling Entertainment, derrotando a JD Maverick en el evento principal. El 14 de julio, luchó en Hollywood, Florida para la NWA Ring Warriors (parte de los territorios de la NWA) bajo el nombre de Goldust, siendo derrotado por Vordell Walker por descalificación después de que "Iceman" Buck Q interfiriera en la lucha. El 15 de septiembre, Runnels luchó para la Dreamwave Wrestling en LaSalle, Illinois. Durante ese tiempo, Goldust siguió usando el nombre de Goldust fuera de la WWE.
El 18 de mayo de 2013, Runnels apareció en el evento Mr. Chainsaw Pro Wrestling's Battle Ground 5 en Kalkaska, Míchigan

### WWE (2013-2019)

#### 2013-2014
El 27 de enero de 2013, Runnels hizo su regreso a la WWE bajo el nombre de Goldust y como face, participando en el Royal Rumble Match con el número 8. En el combate, fue eliminado por su medio hermano Cody Rhodes, provocando con eso un posible feudo entre los dos. Sin embargo, Goldust confirmó más tarde que su regreso había sido por una sola noche.

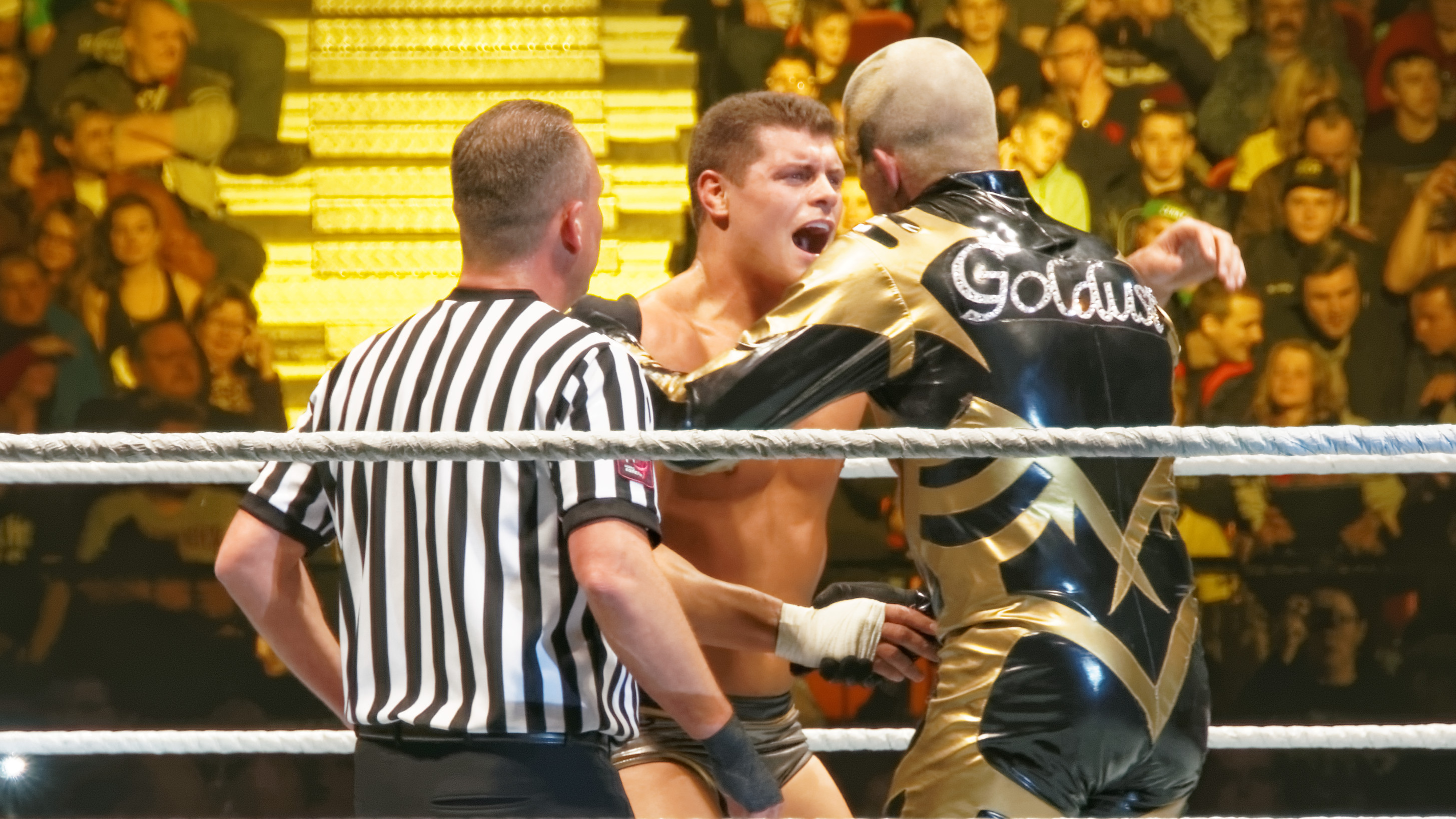
En 2013, Goldust regresó a la WWE, haciendo equipo con su medio hermano, Cody Rhodes.

Después de que Cody Rhodes fuera despedido por hablar en contra del jefe de operaciones Triple H luego de su lucha contra el campeón de la WWE Randy Orton, Goldust hizo su regreso el 9 de septiembre en Raw para enfrentarse a Orton en una lucha en la que si ganaba su hermanastro Cody sería re-contratado, pero fue derrotado. Debido a eso, su padre Dusty Rhodes habló con Stephanie McMahon para exigirle la re-contratación de sus hijos. Sin embargo, un The Big Show bajo las órdenes de Stephanie noqueó a Dusty y después se quedó con él mientras los paramédicos se lo llevaban. Esa misma noche en Raw, Goldust y Rhodes aparecieron para atacar al grupo The Shield (Roman Reigns, Seth Rollins y Dean Ambrose). En Battleground, Goldust & Rhodes lograron recuperar sus trabajos tras derrotar a los Campeones en Parejas de la WWE Reigns & Rollins en una lucha no titular. Su feudo contra The Shield continuó después de que el 14 de octubre en Raw, Goldust & Rhodes derrotaran a Reigns & Rollins con ayuda de Big Show para ganar por primera vez los Campeonatos en Parejas de la WWE, siendo este el primer campeonato de Goldust en casi 11 años. A partir de entonces, Goldust dejó de utilizar su peluca rubia de platino y su túnica para usar una chaqueta similar a la de su hermano, además comenzó a hablar con una voz normal tipo texana. En Hell in a Cell, Goldust & Rhodes tuvieron su primera defensa exitosa de los títulos tras derrotar a Reigns & Rollins y The Usos en un Tag Team Triple Threat Match. En Survivor Series, Goldust & Rhodese se unieron a The Usos & Rey Mysterio para enfrentarse a The Shield & The Real Americans (Jack Swagger & Antonio Cesaro) en un 5-on-5 Survivor Series Traditional Match, en donde Goldust fue eliminado por Reigns. En TLC: Tables, Ladders & Chairs, Goldust & Rhodes retuvieron los campeonatos en un Tag Team Fatal 4-Way Match ante Big Show & Rey Mysterio, The Real Americans y Ryback & Curtis Axel. 
En el Kick-Off de Royal Rumble, Goldust & Cody Rhodes perdieron los Campeonatos en Parejas de la WWE ante The New Age Outlaws (Road Dogg & Billy Gunn). Más tarde en ese mismo evento, Goldust participó en el Royal Rumble Match, en donde eliminó accidentalmente a Rhodes. La noche siguiente en Raw, Goldust & Rhodes recibieron su revancha por los títulos frente a New Age Outlaws, pero ganaron la lucha por descalificación debido a una intervención de Brock Lesnar, lo que no les permitió recuperar los campeonatos. La semana siguiente en Raw, Goldust & Rhodes volvieron a enfrentarse a New Age Outlaws en un Tag Team Steel Cage Match con los títulos en juego, pero no lograron ganar. En el Kick-Off de Elimination Chamber, Goldust & Rhodes derrotaron a Ryback & Curtis Axel. En WrestleMania XXX, Goldust, al igual que Rhodes, compitió en la primera edición del André the Giant Memorial Battle Royal, pero fue eliminado por Alberto del Río.
Tras eso y a partir del mes de abril, Goldust & Cody Rhodes no tuvieron mucho éxito como equipo y debido a eso ambos comenzaron a distanciarse, con Rhodes mostrando su frustración hacia Goldust por la mala racha que ambos tenían. Como consecuencia de eso, después de ser derrotados por RybAxel (Ryback & Curtis Axel) en Payback con Rhodes recibiendo el pinfall, este, creyendo que era solamente un obstáculo para su hermano, le dijo a Goldust que encontrara un mejor compañero de equipo y lo dejó solo en el ring.
Después de eso, Cody Rhodes hizo varios intentos para encontrar un nuevo compañero de equipo para Goldust, reclutando a Sin Cara y Kofi Kingston para reemplazarlo, pero con poco éxito ya que junto a ellos Goldust perdió sus combates por equipo. En el episodio del 16 de junio de Raw, Rhodes debutó un nuevo personaje basado en el de Goldust llamado Stardust. Bajo esa nueva personalidad, completa con atuendo y maquillaje similares a los de Goldust, el ahora Stardust realizaba ademanes inquietantes para distraer al público durante sus combates y usaba un "polvo de estrellas" (el significado literal de Stardust) para cegar a sus oponentes. En Money in the Bank, Goldust & Stardust se enfrentaron a RybAxel, derrotándolos esta vez. Tras eso, Goldust & Stardust aparecieron en varios segmentos en backstage, hablando sobre una "llave cósmica" El 25 de agosto en Raw, Goldust & Stardust se enfrentaron en una lucha por los Campeonatos en Parejas de la WWE a los campeones The Usos, a quienes derrotaron por cuenta fuera y eso no les permitió ganar los títulos. Debido a eso, atacaron a The Usos después del combate, lo que los cambiaría a heel en el proceso. La noche siguiente en Main Event, Goldust y Stardust confirmaron su cambio a heel después de atacar a El Torito luego de haber derrotado a Los Matadores en una lucha por equipos. En Night of Champions, Goldust & Stardust ganaron por segunda vez los Campeonatos en Parejas de la WWE tras derrotar a The Usos. En Hell in a Cell, retuvieron los títulos ante The Usos en una lucha de revancha. La noche siguiente en Raw, Goldust & Stardust retuvieron los campeonatos ante The Big Show & Mark Henry después de que Henry traicionara a Show durante el combate. Sin embargo, en Survivor Series, perdieron los títulos ante The Miz & Damien Mizdow en un Tag Team Fatal 4-Way Match, el cual también incluía a The Usos y Los Matadores. El 24 de noviembre en Raw, Goldust & Stardust hicieron efectiva su cláusula por los títulos ante Miz & Mizdow, pero fueron derrotados. Tras eso, iniciaron un pequeño feudo con el grupo The New Day, siendo derrotados por los integrantes de este, Kofi Kingston & Big E, en el Kick-Off de TLC: Tables, Ladders & Chairs.

#### 2015-2016

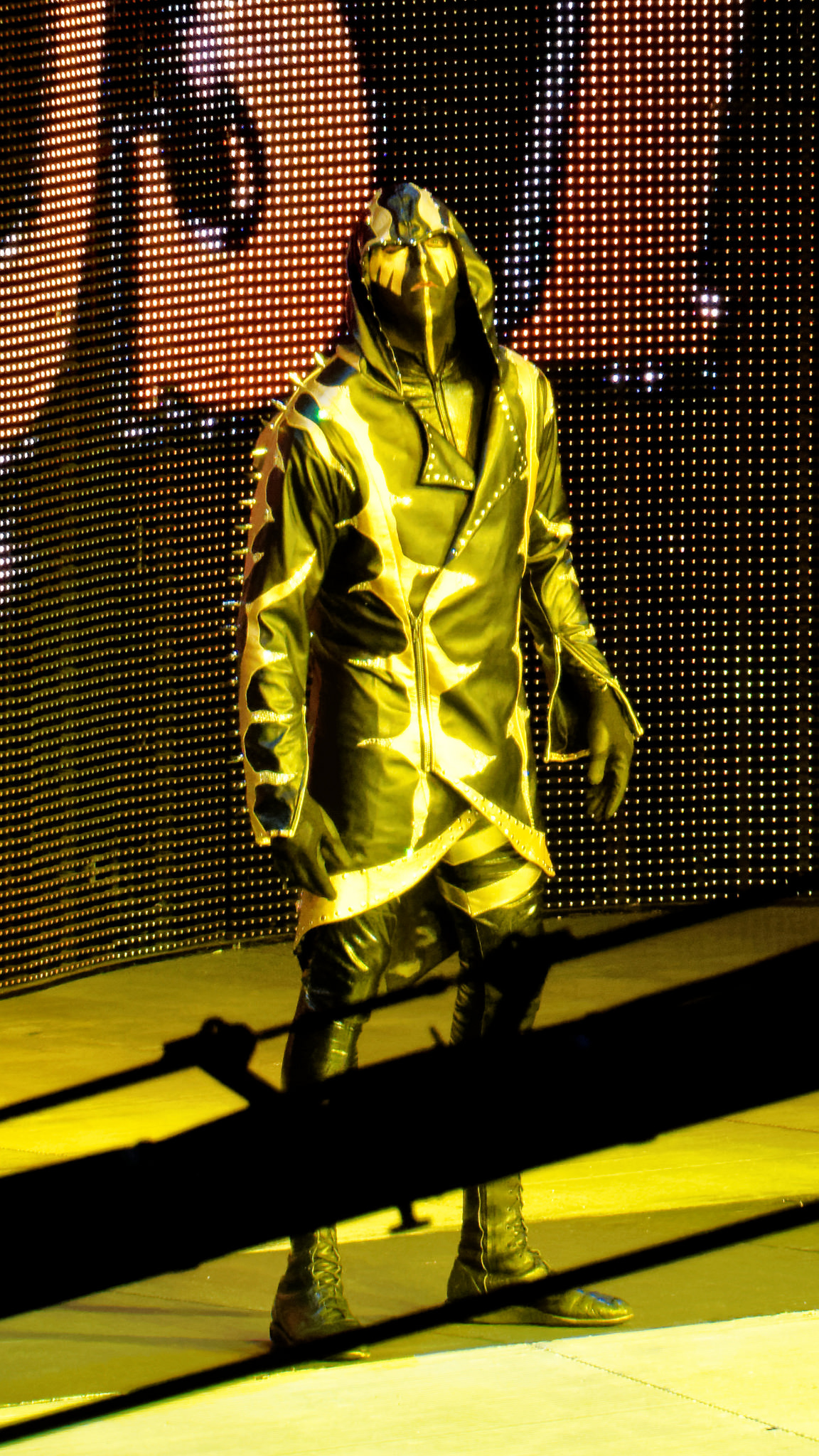
Goldust en 2015.

El 2 de febrero en Raw, después de haber sido derrotados por The Ascension, Stardust comenzaría a mostrar sus frustraciones hacia Goldust. El 16 de febrero en Raw, tras una derrota ante los miembros de The New Day, Kofi Kingston & Xavier Woods, Stardust se enfureció y le aplicó a Goldust su viejo movimiento final, el Cross Rhodes, marcando con eso el final del equipo y cambiando Goldust a face en el proceso. Eso los llevó a una lucha entre hermanos en Fastlane, Goldust derrotó a Stardust. Más tarde en ese mismo evento, mientras hablaba con su padre Dusty Rhodes, Goldust fue atacado sorpresivamente por Stardust. En WrestleMania 31, Goldust participó en el André the Giant Memorial Battle Royal, pero fue eliminado por Ryback. La noche siguiente en Raw, Goldust fue derrotado por Rusev por rendición.
En mayo, Goldust anunció que se sometería a una cirugía para tratar una lesión en uno de sus hombros y que por eso estaría fuera de la acción de dos a cuatro meses. En NXT TakeOver: Respect, Goldust y su hermano Cody Rhodes aparecieron sin maquillaje para felicitar a Finn Bálor y Samoa Joe después de que juntos ganaran el torneo Dusty Rhodes Tag Team Classic.
Hizo su regreso a la acción el 22 de noviembre en el Kick-Off de Survivor Series, compitiendo en un 5-on-5 Survivor Series Traditional Match, en donde junto con The Dudley Boyz, Neville & Titus O'Neil derrotó al equipo formado por su medio hermano Stardust, The Ascension, The Miz & Bo Dallas. Durante las siguientes semanas, tanto en Raw como en SmackDown, Goldust se enfrentó en varias ocasiones a Stardust. En el episodio del 17 de diciembre en SmackDown, Goldust le costaría a Tyler Breeze su lucha contra O'Neil después de distraerlo al aparecer en ringside. El 31 de diciembre en SmackDown, Goldust fue derrotado por Breeze.

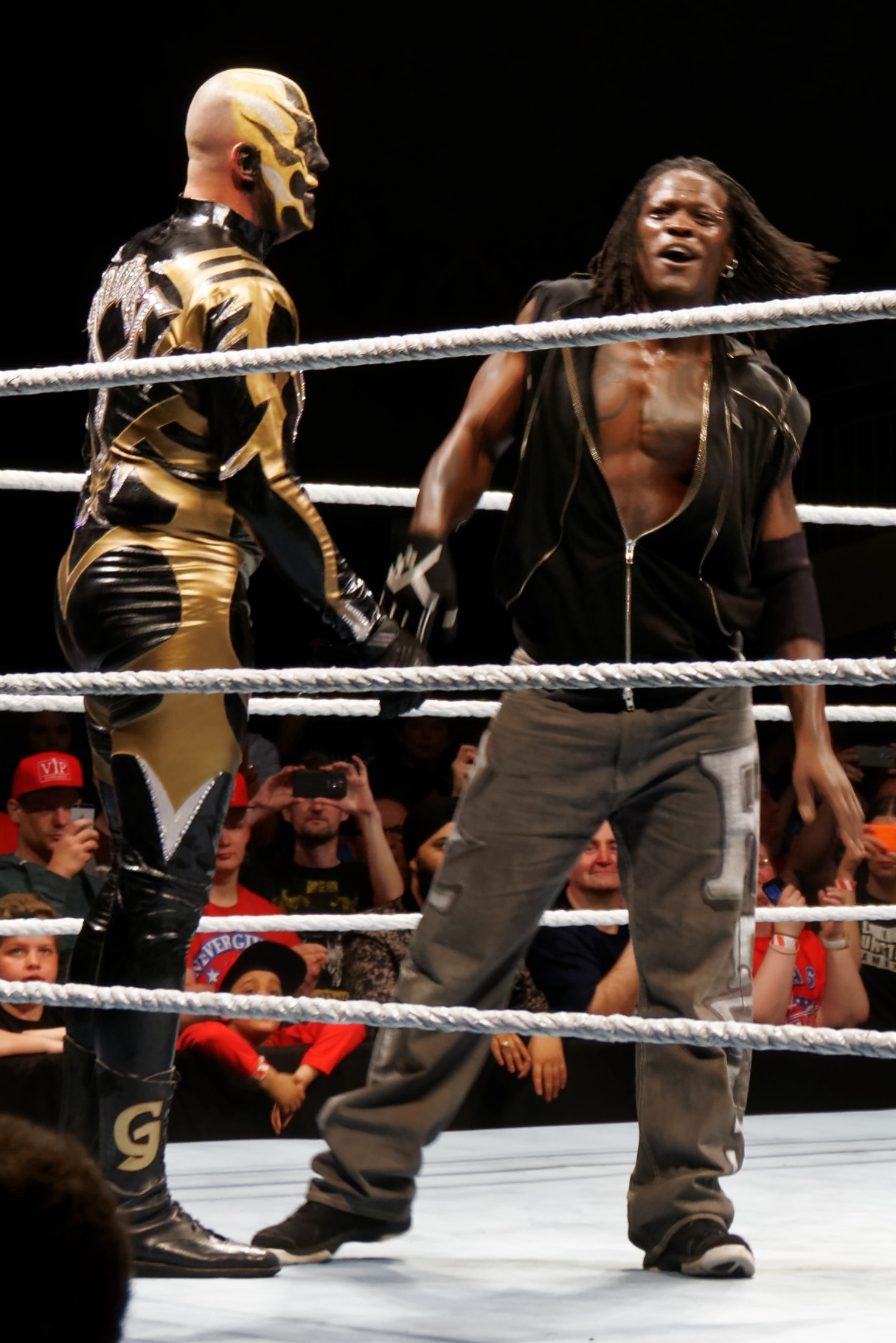
The Golden Truth en 2016.

A principios de 2016, durante varios episodios de Raw y SmackDown, Goldust se acercó a R-Truth en backstage para proponerle la idea de formar un equipo juntos, fracasando en todos sus intentos ya que R-Truth se rehusaba. En Fastlane, Goldust sin darse cuenta le costó a R-Truth su lucha contra Curtis Axel. Después de eso, R-Truth comenzó a disculparse con Goldust y a tratar de formar el equipo del que tanto hablaba, pero Goldust rechazó todas sus propuestas. En el episodio del 21 de marzo de Raw, Goldust llegó al rescate de R-Truth después de que este fuera derrotado por Bubba Ray Dudley y atacado por él y su compañero D-Von Dudley. En WrestleMania 32, Goldust participó en el André the Giant Memorial Battle Royal, en donde no logró llevarse la victoria. El 11 de abril en Raw, Shane McMahon anunció la realización de un torneo para determinar a los contendientes #1 por los Campeonatos en Parejas de la WWE, el cual incluyó a Goldust y R-Truth uniéndose como equipo. En el episodio del 14 de abril de SmackDown, Goldust le dijo a R-Truth que no se unirían en el torneo, haciendo que Fandango ocupara su lugar. En esa misma noche, Goldust & Fandango fueron derrotados por The Vaudevillains en la primera ronda del torneo. La siguiente semana en SmackDown, Goldust fungió como árbitro especial invitado en la lucha de su compañero Fandango contra R-Truth, la cual ganó este último. En el episodio del 2 de mayo en Raw, Goldust se enfrentó al nuevo compañero de R-Truth, Tyler Breeze, por quien fue derrotado debido a una distracción de R-Truth. El 12 de mayo en SmackDown, Goldust & Fandango se enfrentaron a R-Truth & Breeze, en un combate en donde Goldust y R-Truth se negaron a luchar entre ellos. Eso hizo que Fandango y Breeze formaran una alianza y atacara tanto a Goldust como a R-Truth, para que después Fandango le permitiera a Breeze cubrir a Goldust para llevarse la victoria. En el episodio del 16 de mayo en Raw, Goldust & R-truth finalmente formaron un equipo llamado The Golden Truth para enfrentarse a Breezango (Fandango & Breeze), siendo derrotados en esa lucha. Durante las siguientes semanas en SmackDown, The Golden Truth comenzó a tener una racha de derrotas ante equipos como Breezango y The Dudley Boyz. Sin embargo, lograron derrotar a Breezango en Money in the Bank.
El 19 de julio en SmackDown, debido al Draft y a la nueva separación de marcas, Goldust & R-Truth fueron mandados a la marca Raw. Más tarde, The Golden Truth inició un feudo con The Shining Stars. En el episodio del 25 de julio de Raw, The Golden Truth interfirieron en la lucha por equipos de The Shining Stars contra Big Cass & Enzo Amore jugando Pokémon Go!. Durante los siguientes meses, The Shining Stars intentó convencer a R-Truth de comprar un boleto de viaje a Puerto Rico, pero Goldust lo salvaba continuamente de ser engañado. En el episodio del 1 de agosto en Raw, The Golden Truth fue derrotado por The Shining Stars. El 17 de octubre en Raw, The Golden Truth se unió con Mark Henry para enfrentarse al equipo formado por The Shining Stars & Titus O'Neil, derrotándolos en un 6-Man Tag Team Match. En el episodio del 31 de octubre en Raw, Goldust participó en un Battle Royal para determinar al nuevo integrante del Team Raw en el 5-on-5 Survivor Series Traditional Match contra el Team SmackDown, pero no logró llevarse la victoria tras ser Braun Strowman el ganador. El 7 de noviembre en Raw, The Golden Truth fue anunciado para formar parte del Team Raw en el 10-on-10 Survivor Series Traditional Match en Survivor Series, pero perdieron sus puestos después de que R-Truth los cambiara con The Shining Stars por los boletos a Puerto Rico. En esa misma noche, trataron de recuperar sus lugares en el combate al enfrentarse a The Shining Stars, pero fueron derrotados. En el episodio del 28 de noviembre en Raw, Goldust atacó a Strowman después de que este derrotara a R-Truth, teniendo después la ayuda de Sami Zayn para seguir atacándolo. El 14 de diciembre en Tribute to the Troops, The Golden Truth compitió en un Fatal 4-Way match para determinar a los contendientes #1 por los Campeonatos en Parejas de Raw contra The Shining Stars, Luke Gallows & Karl Anderson y Cesaro & Sheamus, pero los ganadores fueron estos últimos.

#### 2017
En el episodio del 27 de marzo en Raw, The Golden Truth anunció su participación en el André the Giant Memorial Battle Royal en WrestleMania 33, pero ninguno de los dos tuvo éxito en ganar. En el episodio del 17 de abril en Raw, The Golden Truth se enfrentaría a Luke & Karl Anderson, pero momentos antes de la lucha fueron atacados por Braun Strowman en backstage, haciendo que Big Cass & Enzo Amore ocuparan su lugar en el combate.
El 8 de mayo en Raw, The Golden Truth compitió en un Tag Team Turmoil match para determinar a los retadores #1 por los Campeonatos en Parejas de Raw de The Hardy Boyz (Jeff Hardy & Matt Hardy), pero fueron eliminados por los ganadores Sheamus & Cesaro. El 15 de mayo en Raw, R-Truth le pidió disculpas a Goldust en backstage por "dejar caer al equipo", pero Goldust le respondió diciendo que "ganaran y perderan pero como un equipo". Sin embargo, más tarde esa misma noche, Goldust traicionó y atacó a R-Truth antes de su lucha contra Luke Gallows & Karl Anderson, cambiando con eso a heel por primera vez desde 2015 y rompiendo el equipo The Golden Truth.
En el episodio de 22 de mayo en Raw, se emitió una viñeta con Goldust sentado en una silla de director de cine y afirmando que "La Era Dorada estaba de vuelta". La semana siguiente en Raw, mientras que Goldust volvía a anunciar el regreso de "La Era Dorada", fue interrumpido por R-Truth y su propia viñeta. Durante las siguientes semanas, Goldust y R-Truth seguirían lanzando segmentos entre sí. En el episodio del 26 de junio en Raw, Goldust estrenó su "película", "The Shattered Truth", en Hollywood, en donde atacó a R-Truth. La semana siguiente en Raw, R-Truth arruinaría la proyección de Goldust de "The Shattered Truth", en donde atacaría a Goldust después de que se mostrara la película. En el episodio del 10 de julio en Raw, Goldust derrotó a R-Truth, concluyendo de esa manera el feudo entre ambos. El 28 de agosto en Raw, Goldust participó en un 15-Man Battle Royal para determinar al contendiente #1 por el Campeonato Intercontinental de la WWE, pero no tuvo éxito ya que fue eliminado por Luke Gallows con ayuda de Karl Anderson.
En el episodio el 11 de septiembre de Raw, Goldust se enfrentó a Bray Wyatt, siendo derrotado. Después de la lucha, Wyatt usó una toalla para quitarle el maquillaje a Goldust, diciendo que solamente era eso, un hombre maquillado. La semana siguiente en Raw, bajo su nombre real Dustin Rhodes y sin el maquillaje en su rostro (solamente usando el tema de entrada así como su atuendo de lucha), se enfrentó a Wyatt una vez más pero fue derrotado. Después del combate, Finn Bálor apareció para ayudar a Dustin debido a que seguía siendo atacado por Wyatt. Sin embargo, Goldust se resintió de la ayuda y atacó a Bálor durante una confrontación entre bastidores en el episodio del 25 de septiembre de Raw. Más tarde esa noche, tuvo una lucha contra Bálor, pero no logró llevarse la victoria. En el episodio del 23 de octubre de Raw, Goldust estuvo entre las muchas superestrellas de la marca que fueron atacadas por los luchadores de SmackDown, por órdenes de Shane McMahon. En el episodio del 30 de octubre de Raw, Goldust y el resto del elenco estuvieron presentes en ringside durante la confrontación de Stephanie McMahon hacia Kurt Angle. En el episodio del 6 de noviembre de Raw, Goldust y las demás superestrellas de Raw caminaron hacia el ring junto con Kurt Angle cuando The New Day afirmó que SmackDown estaba invadiendo Raw por segunda vez, lo cual era falso. Durante NXT TakeOver: WarGames, se vio a Goldust entre la multitud como Dustin Rhodes. Compitió como "The Natural" Dustin Rhodes en el evento en vivo Starrcade, derrotando a Dash Wilder después de aplicarle un bulldog. En el episodio del 18 de diciembre de Raw, Goldust tuvo un extraño encuentro con Asuka, y posiblemente la consideró como su compañera para el Mixed Match Challenge. La semana siguiente en Raw, Goldust tuvo un segmento de backstage junto a Miztourage y Titus Brand.

#### 2018-2019
En el episodio del 1 de enero de 2018 de Raw, Goldust hizo una aparición sorpresa, haciendo equipo con Cedric Alexander para derrotar a Drew Gulak y Ariya Daivari. Hubo una revancha en el episodio del 2 de enero de 205 Live, lo que convirtió a Goldust en el primer luchador no crucero en competir en el programa y, además, él y Alexander lograron llevarse la victoria una vez más. El 8 de enero, se reveló que Alicia Fox sería la compañera de Goldust para el Mixed Match Challenge. En Royal Rumble, Goldust participó en el Royal Rumble match con el número 29 y duró casi 3 minutos antes de ser eliminado por Dolph Ziggler. Más tarde, Fox sufriría una lesión en el cóccix, lo que llevó a Goldust a tener a Mandy Rose como su compañera para el Mixed Match Challenge. En el episodio del 6 de febrero de Mixed Match Challenge, tanto Goldust como Mandy Rose fueron derrotados por Jimmy Uso & Naomi. En el episodio del 5 de marzo de Raw, Goldust confrontó a John Cena durante un segmento, afirmando que "rompería sus sueños", antes de ser derrotado por Cena durante el siguiente combate. En el episodio del 2 de abril de Raw, Goldust protagonizó un vídeo tras bastidores donde anunciaba su participación en el André the Giant Memorial Battle Royal en WrestleMania 34, pero perdió una lucha contra "Woken" Matt Hardy esa misma noche. En WrestleMania, Goldust eliminó a su excompañero y rival, R-Truth, y estuvo entre las siete superestrellas restantes antes de que ser eliminado por Dolph Ziggler. En The Greatest Royal Rumble, Goldust participó en el 50-Man Royal Rumble match como el número 18 y duró 10 minutos antes de ser eliminado por Bobby Roode. En el episodio del 7 de mayo de Raw, Goldust apareció brevemente tras bastidores con Kurt Angle y Jinder Mahal, pidiéndole a Angle que le diera una oportunidad para competir en el Money in the Bank Ladder match. En julio, Goldust se sometió a cirugía en ambas rodillas.
El 28 de marzo de 2019, Pro Wrestling Sheet informó que Runnels abandonó la compañía después de que expiró su contrato, lo que terminó su permanencia de seis años con la promoción. Runnels confirmó su salida el 21 de abril de 2019, indicando que solicitó su liberación.

### All Elite Wrestling (2019-presente)
El 20 de abril en el episodio de "Road to Double or Nothing", se reveló que Runnels se enfrentaría a su hermano de la vida real, Cody, en el evento Double or Nothing en Las Vegas. El 25 de mayo en el evento, Runnels, bajo su anterior gimmick de "The Natural", no pudo ganar. Después del combate, los hermanos se abrazaron después del anuncio de que se reunirían para enfrentar a The Young Bucks el 13 de julio en el evento Fight for the Fallen. El 2 de agosto, se anunció que Dustin Rhodes había firmado un acuerdo de varios años con All Elite Wrestling.
El 23 de octubre de 2019 en Dynamite, donde ayudó a su hermano Cody y MJF a atacar su stable The Inner Circle.

## Vida personal
El padre de Runnels era Virgil Runnels, más conocido como "El sueño americano" Dusty Rhodes, quien murió en 2015. Su medio hermano es Cody Runnels, quien también luchó para la WWE de 2006 a 2016 como "Cody Rhodes" y "Stardust". Él tiene una hermana, Kristin Runnels Ditto, quien es una ex animadora de los Dallas Cowboys.
Runnels estuvo casado previamente con Terri Boatright. Tienen una hija, Dakota Avery, quien nació en 1994. La pareja se divorció después de seis años de matrimonio el 18 de octubre de 1999.
La autobiografía de Runnels, Cross Rhodes: Goldust, Out of the Darkness, fue lanzada en diciembre de 2010. En el libro, Runnels mencionó que estaba casado por segunda vez con una mujer sin nombre. "También tuve un segundo matrimonio efímero y altamente volátil. Salimos solo por unos meses, luego, un día, fuimos al juez de paz y lo hicimos". Es posible que se haya estado refiriendo a Milena Martelloni, con quien se casó el 18 de diciembre de 2002. Runnels se casó con su tercera esposa Ta-rel Marie Roche el 22 de junio de 2012.
En una publicación en su cuenta de Twitter, anunció que a finales del 2023, se retirará de los cuadriláteros, poniendo punto final a 35 años de carrera deportiva en la lucha libre.

## Otros medios
Runnels hizo su debut cinematográfico como el predicador Woodward en la película de 2014 Meet Me There.
Runnels aparece en el vídeo musical de la canción "Hairspray Heart" de Black Moth Super Rainbow, de su álbum Cobra Juicy.
Runnels ha aparecido en los videojuegos WCW Wrestling: The Main Event, WCW SuperBrawl Wrestling como Dustin Rhodes, WWF Warzone, WWF Attitude, With Authority!, WWE SmackDown! Shut Your Mouth, WWE Raw 2, WWE SmackDown! Here Comes The Pain, WWE SmackDown vs. Raw 2010, WWE SmackDown vs. Raw 2011, WWE '12, WWE '13 (como DLC), WWE 2K15, WWE 2K16 (como Dustin Rhodes (DLC) y Goldust), WWE 2K17, WWE 2K18 y WWE 2K19.

## Campeonatos y logros
- American Combat Wrestling

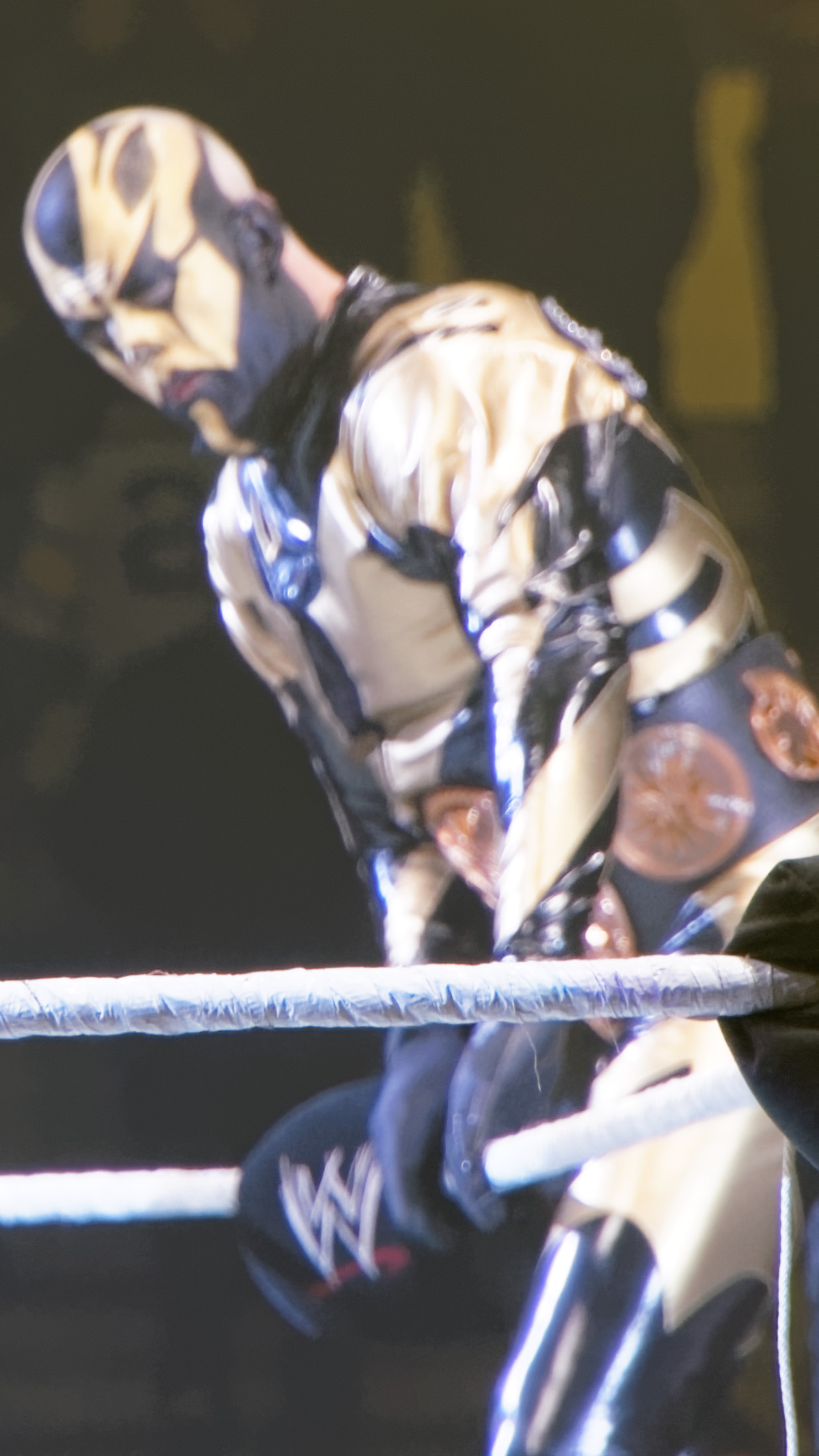
Goldust como Campeón en Parejas de la WWE.

  - ACW Heavyweight Championship (1 vez)

- All Elite Wrestling
  - AEW TNT Championship (1 vez)

- Coastal Championship Wrestling
  - CCW World Heavyweight Championship (1 vez)

- NWA Florida
  - FCW Heavyweight Champion (1 vez)[107]
  - FCW Tag Team Champion (1 vez) - con Mike Graham[108]
- Ring of Honor
  - ROH World Tag Team Championship (1 vez, actual) — con Sammy Guevara
  - ROH World Six-Man Tag Team Championship (1 vez, actual) — con The Von Erichs (Marshall & Ross Von Erich)

- Turnbuckle Championship Wrestling
  - TCW Heavyweight Championship (1 vez)[109]

- World Championship Wrestling
  - WCW United States Heavyweight Champion (2 veces)[110]
  - WCW World Six-Man Tag Team Championship (1 vez) - con Big Josh & Tom Zenk[111]
  - WCW World Tag Team Champion (2 veces) - con Ricky Steamboat y Barry Windham[112]

- World Wrestling Federation / Entertainment / WWE
  - WWF Hardcore Champion (9 veces)[113]
  - WWF Intercontinental Champion (3 veces)[114]
  - World Tag Team Championship (1 vez) - con Booker T[115]
  - WWE Tag Team Championship (2 veces) - con Cody Rhodes/Stardust
  - Slammy Awards (4 veces)
    - Best Couple (1997) con Marlena[116]
    - Frequent Tweeter (2010)
    - "You Still Got It" Best Superstar Return of the Year (2013)
    - Tag Team of the Year (2013) – con Cody Rhodes

- Pro Wrestling Illustrated
  - Lucha del año (2019) vs. Cody (Double or Nothing, 25 de mayo)
  - Luchador que más ha mejorado del año (1991)
  - Regreso del año (2013)
  - Situado en el Nº131 en los PWI 500 de 1991[117]
  - Situado en el Nº36 en los PWI 500 de 1992[118]
  - Situado en el Nº12 en los PWI 500 de 1993[119]
  - Situado en el Nº19 en los PWI 500 de 1994[120]
  - Situado en el Nº62 en los PWI 500 de 1995[121]
  - Situado en el Nº11 en los PWI 500 de 1996[122]
  - Situado en el Nº41 en los PWI 500 de 1997[123]
  - Situado en el Nº72 en los PWI 500 de 1998[124]
  - Situado en el Nº70 en los PWI 500 de 1999[125]
  - Situado en el Nº64 en los PWI 500 de 2002[126]
  - Situado en el Nº35 en los PWI 500 de 2003[127]
  - Situado en el Nº127 en los PWI 500 de 2008[128]
  - Situado en el Nº180 en los PWI 500 de 2009[129]
  - Situado en el Nº113 en los PWI 500 de 2010[130]
  - Situado en el Nº84 en los PWI 500 de 2014[131]
  - Situado en el Nº89 en los PWI 500 de 2015[132]
  - Situado en el Nº179 en los PWI 500 de 2016[133]
  - Situado en el N°165 en los PWI 500 de 2017[134]

- Wrestling Observer Newsletter awards
  - Lucha 5 estrellas (1992) with Nikita Koloff, Sting, Ricky Steamboat, and Barry Windham vs. Rick Rude, Steve Austin, Arn Anderson, & Larry Zbyszko vs. (17 de mayo WarGames match, WrestleWar)
  - Lucha 5 estrellas (2019) vs. Cody en Double or Nothing el 25 de mayo
  - Lucha 5 estrellas (2025) vs. Kyle Fletcher en AEW Collision el 31 de julio
  - WON Luchador que más ha mejorado - 1991
  - WON Debutante del Año - 1989
  - WON Peor Personaje - 1995
  - WON Peor Personaje - 1997
  - WON Peor Personaje - 2007
  - WON Luchador más vergonzoso - 1997